# Chyšná
Chyšná (en allemand : Chyschna) est une commune du district de Pelhřimov, dans la région de Vysočina, en République tchèque. Sa population s'élevait à 97 habitants en 2020.

## Géographie
Chyšná se trouve à 15 km au nord-nord-est de Pacov, à 20 km au nord-ouest de Pelhřimov, à 41 km au nord-ouest de Jihlava à 73 km au sud-est de Prague.
La commune est limitée par Čechtice au nord, par Martinice u Onšova à l'est et au sud-est, par Chýstovice au sud-ouest et à l'ouest.

## Histoire
La première mention écrite de la localité date de 1305.